# Дмитрівка (Лубенський район)
Дми́трівка — село в Україні, у Оржицькій селищній громаді Лубенського району Полтавської області. Населення становить 74 осіб. До 2020 орган місцевого самоврядування — Лукімська сільська рада.

## Географія
Село Дмитрівка розташоване на берегах річки Іржавець (переважно на правому березі), вище за течією на відстані 2,5 км розташовані села Полуніївка і Чернета, нижче за течією на відстані в 2,5 км — село Нижній Іржавець. 
На схід від села розташоване заповідне урочище «Кобеляк».

## Історія
12 червня 2020 року, відповідно до розпорядження Кабінету Міністрів України № 721-р «Про визначення адміністративних центрів та затвердження територій територіальних громад Полтавської області», село увійшло до складу Оржицької селищної громади.
19 липня 2020 року, в результаті адміністративно - територіальної реформи та ліквідації  Оржицького району, село увійшло до складу новоутвореного Полтавського району.